# Straat Nadezjda
De Straat Nadezjda (Russisch: Пролив Надежды; Proliv Nadezjdy; "Straat van de hoop") is een zeestraat tussen de Koerileneilanden Rassjoea in het zuiden en Matoea in het noorden en tussen de Zee van Ochotsk in het westen en de Grote Oceaan in het oosten. De zeestraat is vernoemd naar het Russische oorlogssloep Nadezjda waarop Von Krusenstern in 1805 door deze straat voer.
De lengte van de zeestraat bedraagt ongeveer 15 kilometer en de breedte ongeveer 29 kilometer. De diepte bedraagt maximaal ongeveer 500 meter. De oevers zijn bergachtig en grillig. Langs de kust worden de kapen Severny (Rassjoea) en Pologi (Matoea) onderscheiden. Een aantal riviertjes en stroompjes monden uit in de zeestraat. Langs de kusten liggen vele onderzeese en bovenzeese rotsen. In het noordelijk deel van de straat ligt de Ajnoebocht (Matoea; van het volk Aino). Het gemiddelde tij van de kusten langs de straat bedraagt 1 meter. De beide eilanden langs de straat zijn onbewoond. 
Eerste Koerilen · Tweede Koerilen · Alaid · Levasjov · Loezjin (Derde Koerilen) · Vierde Koerilen · Jevreinov (Vijfde Koerilen) · Krenitsyn (Zesde Koerilen) · Severgin · Ekarma · Krusenstern · Golovin · Nadezjda · Srednego · Rikorda · Diana · Boessol · Snow (Bystry) · Oeroep · De Vries · Jekaterina · Koenasjir (Nemuro) · Joezjno-Koerilski · Izmeny · Spanberg · Polonskogo · Vojejkov · Joeri · Tanfiljeva · Sovjetski